# Puerto Toro
Puerto Toro è un piccolo centro abitato del Cile, situato sulla costa orientale dell'isola Navarino; amministrativamente appartiene alla municipalità di Cabo de Hornos nella Provincia dell'Antartica Cilena, a sua volta facente parte della Regione di Magellano e dell'Antartide Cilena.
Questo piccolo villaggio, abitato in tutto da circa 50 individui (pescatori con le loro famiglie), detiene il primato della località più a sud del mondo.
Circa cento anni fa Puerto Toro era uno dei più importanti insediamenti della Terra del Fuoco, collegata agli avvenimenti legati alla febbre dell'oro.
Attualmente non esiste più alcuna attività legata alla ricerca del prezioso metallo e il luogo è conosciuto per la presenza di un pregiato granchio, detto cangrejo rey del sur.
Si può arrivare a Puerto Toro solo via mare o utilizzando un piccolo aerodromo situato nei pressi del borgo.